# IC 499
IC 499 ist eine linsenförmige Galaxie vom Hubble-Typ S0-a im Sternbild Kepheus am Nordsternhimmel. Sie ist schätzungsweise 91 Millionen Lichtjahre von der Milchstraße entfernt und hat einen Durchmesser von etwa 55.000 Lj. Die Entfernungsmessungen basierend auf den Radialgeschwindigkeiten stimmen nicht mit den rotverschiebungsunabhängigen Entfernungsschätzungen von 173 Millionen Lichtjahren überein. 
Gemeinsam mit u. a. NGC 2268, NGC 2276, NGC 2300, IC 455, IC 469 und IC 512  bildet sie die NGC 2276-Gruppe.
Das Objekt wurde am 8. September 1890 vom britischen Astronomen William Frederick Denning entdeckt.